# Anne Désirée Ouloto
Pour les articles homonymes, voir Anne et Désirée.
Anne Désirée Ouloto, née le 20 avril 1966, est une femme politique ivoirienne, membre du Rassemblement des républicains (RDR).
Institutrice de formation, élue députée du Rassemblement des Républicains (RDR), elle est titulaire depuis 2011 de plusieurs portefeuilles de ministre. Le 6 avril 2021, elle est nommée ministre de la Fonction publique et de la Modernisation de l'Administration et reconduit dans le gouvernement du premier ministre Robert Beugré Mambé  le 17 octobre 2023.

## Éléments biographiques
Anne Ouloto est originaire de la région du Cavally du département de Toulepleu.
Titulaire d’un baccalauréat littéraire, elle abandonne les cours de droit commencés à l'université Félix-Houphouët-Boigny pendant la crise étudiante de 1990 et devient institutrice. En 2000, elle obtient un poste d'assistante juridique à l'Autorité nationale de régulation du secteur de l’électricité (ANARE), jusqu’en 2005. En 2006, militante politique, elle est chargée d’études puis chef de cabinet au ministère de l’Enseignement supérieur. Pendant la crise ivoirienne de 2010-2011 elle est porte-parole du candidat Alassane Ouattara. Puis devient députée et ministre,.
En juin 2011, Anne Désirée Ouloto est nommée par le président Alassane Ouattara en tant que ministre de la Salubrité urbaine. Elle occupe ce poste jusqu'en novembre 2012, avant d'être chargée du ministère de la Solidarité, de la Famille, de la Femme et de l'Enfant.
Anne Désirée Ouloto est la candidate du RDR lors de l'élection régionale d'avril 2013 dans le Cavally. Elle est battue par Dagobert Banzio, candidat commun du Parti démocratique de Côte d'Ivoire – Rassemblement démocratique africain (PDCI-RDA) et de l'Union pour la démocratie et la paix en Côte d'Ivoire (UDPCI) qui obtient 50,91 % contre 49,09 % des voix pour Ouloto. Anne Désirée Ouloto, candidate du Rassemblement des houphouëtistes pour la démocratie et la paix (RHDP), est élue présidente du conseil régional lors de l'élection régionale d'octobre 2018 avec 46,18 % des voix.
Le 6 avril 2021, elle est nommée ministre de la Fonction publique et de la Modernisation de l'Administration.
En avril 2023, elle est désignée candidate du RHDP au conseil régional du Cavally lors des élections régionales de septembre 2023. Elle est réélue avec 57,5 % des voix devant Hubert Oulaye, candidat commun du PDCI-RDA et du PPA-CI (42,5 %),.

## Prix et récompenses
- 2022 : Prix du meilleur président des conseils régionaux et districts autonomes de Côte d’Ivoire (prix du Président d’or)[21] ;
- 2023 : Prix national d'Excellence[22],[23];

## Distinctions
- 2021 : Commandeurs dans l’ordre du mérite de la fonction publique (distinction des Ministres responsables des ordres ministériels) [24];